# Walter Hückel
Walter Hückel (ur. 18 lutego 1895 w Berlinie-Charlottenburgu, zm. 4 stycznia 1973 w Tybindze) – niemiecki chemik i profesor. W czasie II wojny światowej profesor Uniwersytetu Wrocławskiego, od 1948 do emerytury (1963) dyrektor Instytutu Chemiczno-Farmaceutycznego w Tybindze.
Najstarszy z trzech synów lekarza Armanda Hückela (1865–1929), brat chemika i fizyka Ericha (1896–1980) oraz lekarza Rudiego (1899–1949). Pradziadkiem Waltera Hückela był botanik Karl Friedrich von Gärtner (1772–1850), a prapradziadkiem – botanik i profesor w Petersburgu i dyrektor ogrodu botanicznego w tym mieście – Joseph Gärtner (1732–1791).
6 lutego 1940 za pośrednictwem rektora wrocławskiego uniwersytetu, profesor Walter Hückel wystosował list do Ministerstwa Nauki, Wychowania i Oświaty III Rzeszy, w którym w ostrożnych słowach próbował wstawić się za kolegami – chemikami z krakowskiego Uniwersytetu Jagiellońskiego, aresztowanymi i wywiezionymi do obozu koncentracyjnego w ramach "Sonderaktion Krakau", profesorami Tadeuszem Estreicherem, Karolem Dziewońskim i Schneiderem oraz bratankiem Tadeusza Estreichera – Karolem Estreicherem (historykiem sztuki, w 1940 docentem). List ten, wraz z licznymi innymi głosami naukowców z Niemiec i innych krajów, przyczynił się do zwolnienia niektórych spośród aresztowanych w Sonderaktion Krakau.